# 保利娜·格拉马利亚
保利娜·格拉马利亚（西班牙語：Paulina Gramaglia；2003年3月21日—），阿根廷女子足球运动员，司职前锋，目前效力于休斯顿冲刺（租借给布拉甘蒂诺红牛）和阿根廷国家女子足球队。她曾代表阿根廷参加2023年国际足联女子世界杯。